# 人生決勝球
《人生决胜球》（英語：Trouble with the Curve）是2012年美國的一部棒球題材的電影，由執導，克林·伊斯威特、艾美·亞當斯、賈斯汀·提姆布萊克、勞勃·派翠克、馬修·里沃德和約翰·古德曼主演。

## 外部連結
- 官方网站
- 開眼電影網上《人生決勝球》的資料（繁體中文）
- 豆瓣电影上《曲线难题》的資料 （简体中文）
- 时光网上《曲线难题》的資料（简体中文）
- AllMovie上的资料（英文）
- 爛番茄上的資料（英文）
- Box Office Mojo上的資料（英文）
- TCM电影资料库上的资料（英文）
- Metacritic上的資料（英文）
- 互联网电影数据库（IMDb）上的资料（英文）